# 小林聖始
小林聖始（小林誠二、1958年1月22日—）為日本的棒球選手，出生於広島県比婆郡高野町。他曾效力於日本職棒西武獅等，守備位置為投手，1988年退休，生涯通算29勝。